# پاکوئیتو (بازیکن فوتبال)
پاکوئیتو (به پرتغالی: Anderson Luiz Pinheiro) هافبک اهل برزیل است که در شهر کوریتیبا و در تاریخ ۱۳ دسامبر ۱۹۸۱ به دنیا آمده‌است.
پاکوئیتو در تیم‌های فوتبال Juventus (SP) سابقهٔ حضور دارد.